# Bathymaster signatus
Bathymaster signatus is een straalvinnige vissensoort uit de familie van bathymasteriden (Bathymasteridae). De wetenschappelijke naam van de soort is voor het eerst geldig gepubliceerd in 1873 door Cope.